# ドント・サレンダー 進撃の要塞
『ドント・サレンダー 進撃の要塞』（ドント・サレンダー しんげきのようさい、原題：Fortress）は、2021年制作のアメリカ合衆国のアクション・スリラー映画。WOWOWでは『ブルース・ウィリス ドント・サレンダー 進撃の要塞』のタイトルで放映。

## あらすじ
暗号通貨業者のポールは事業資金を無心するため、3年前に姿を消した父親ロバートが入っているある高齢者用施設を訪れる。
だが時を同じくして、武装集団が施設を襲撃、ロバートは銃を手に集団に立ち向かう。やがて武装集団の目的とその施設の実像、さらにロバートの驚くべき過去も明らかになっていく。

## キャスト
※括弧内は日本語吹替。
- ポール・マイケルズ：ジェシー・メトカーフ（福田賢二）
- ロバート・マイケルズ：ブルース・ウィリス（菅生隆之）
- バルザリー：チャド・マイケル・マーレイ（浪川大輔）
- ケイト：ケリー・グレイソン（有賀由樹子）
- マシューズ：エリック・ウェスト（砂山哲英）
- サーダリウス・ブレイン
- マイケル・シロウ
- バーバラ・ドブス：シャナン・ドハーティー（古村澪）
- カタリナ・ヴィテリ